# Križni Vrh, Mokronog - Trebelno
Križni Vrh je naselje v Občini Mokronog - Trebelno.